# Madeleine Stenberg
Madeleine Charlotte Stenberg, även känd som Madde Stenberg, under en tid Stenberg Sundvall, född 12 maj 1960 i Hässelby församling i Stockholm, är en svensk TV-producent.
Madeleine Stenberg flyttade mycket under sin barndom. Hennes föräldrar, affärsmannen Leif Stenberg, även kallad Mr X och Inga Lilja dog båda i 50-årsåldern. Fadern levde stort och satte sina barn i privatskolor.
Hon har arbetat inom tv, bland annat vid starten av TV3 på London kontoret och senare på Sveriges Television där hon var med och satte lördagsunderhållningen. På 1990-talet var hon producent för intervjuprogrammet Dabrowski med Stina Lundberg Dabrowski, underhållningsprogrammet Mark och hans vänner med Mark Levengood, och Adam med Adam Alsing. Hon var också programchef vid Wegelius TV (Mastiff) där hon skapade TV format som såldes till alla de skandinaviska tv-kanalerna.
Vidare var hon producent för ungdomsprogrammet Men hallå med Paulo Roberto och Bella Goldmann som programledare. Hon gjorde om hela formatet och producerade det som blev den nya Melodifestivalen 2003och 2004. Hon grundade och drev en digital portal för kvinnor, benämnd Kingkong.
År 2019 framträdde hon i olika medier, bland annat Go'kväll och Aktuellt, och berättade om hur utskrivna bantningsmedel resulterade i kokainmissbruk, som hon sedan tog sig ur. Hon blev nykter och drogfri 2011. Tillsammans med Johan Tangen grundade hon Stockholm 12, som är en social plattform och mötesplats som är fria från droger och alkohol.
2024 startade hon produktionsbolaget Rocky Studios AB tillsammans med filmproducenten Renée Axö och radioprogramledaren Laila Bagge och producerade samma år programmet "Drömmar om Europa" från Bryssel inför EU-valet med Malin Persson Giolito för Sveriges Television.  2024 producerade hon julafton med Mark Levengood som julvärd i SVT. 
Åren 1988–1992 var hon gift med regissören Kjell Sundvall. Hon var sedan sambo med entreprenören Kenneth Andersson, de fick en dotter 1996 och en son 1998.